# Tynningöleden
Tynningöleden är en färjeled inom Trafikverket Färjerederiets verksamhet. Färjan trafikerar sträckan Norra Lagnö i Värmdö kommun och Tynningö i Vaxholms kommun.
Trafiken bedrivs vanligtvis med bilfärjan M/S Linea som tar cirka 30 personbilar. 
Leden är en av Färjerederiets nyaste. Den togs över av Färjerederiet 1 januari 2013, efter att ha drivits av en lokal vägförening i drygt 20 år.

## Bilder

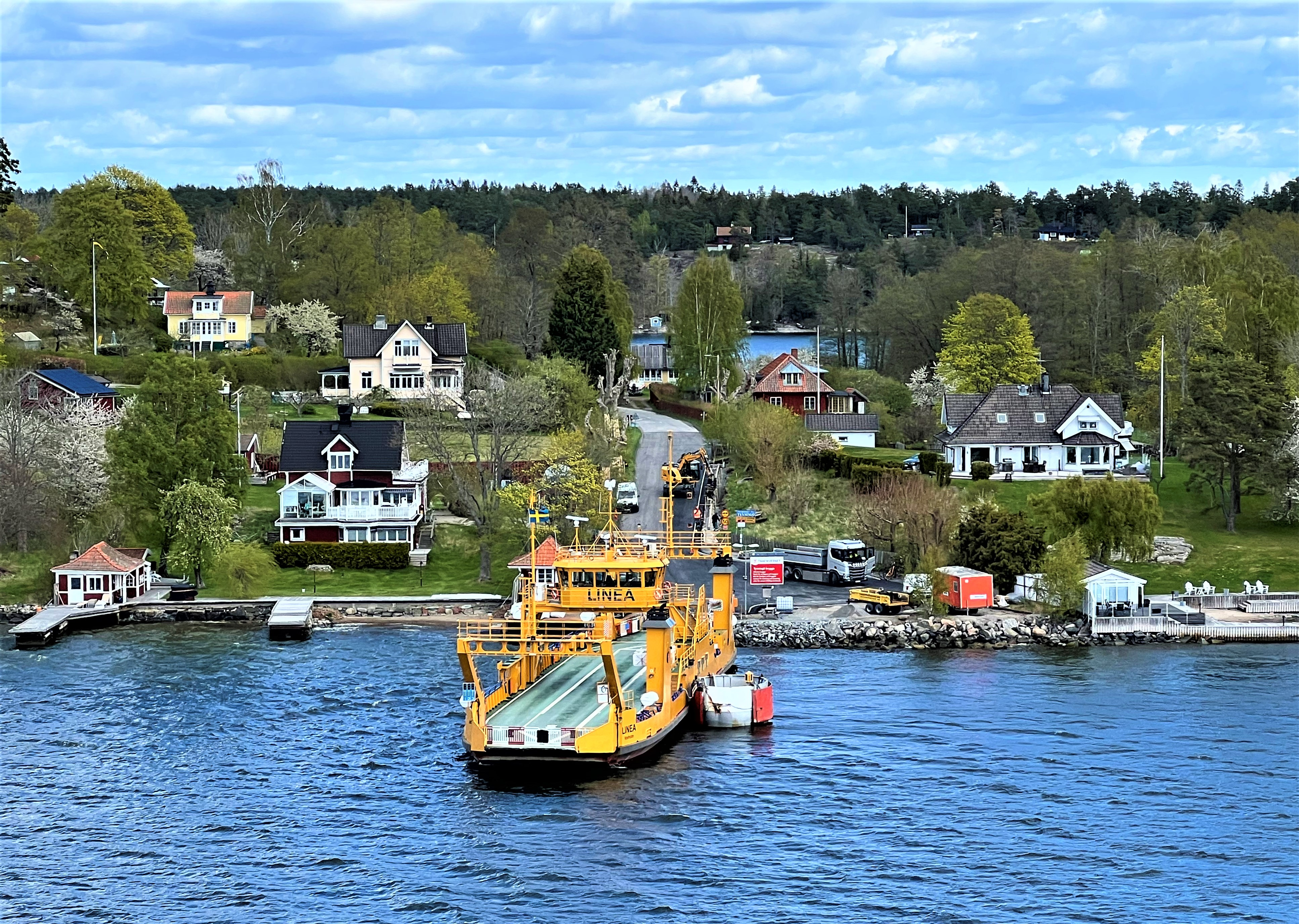
Färjeläget på Tynningö.